# Ket (flod)
Ket (russisk: Кеть; selkupisk: Ӄыыт) er en flod i Krasnojarsk kraj og Tomsk oblast i Rusland og en af bifloderne til Ob fra højre. Floden er 1.621 km lang og har et afvandingsareal på 94.200 km2. Floden har en gennemsnitlig afstrømning på 560 m³/s.
Floden fryser til i slutningen af oktober eller begyndelsen af november og er isdækket til slutningen af april eller begyndelsen af maj. De største bifloder til Ket er Sotsjur, Orlovka, Lisitsa, Vesle Ket, Mendel, Jelovaja og Tsjatsjamga.
I slutningen af 1800-tallet blev Ket-Kas-kanalen bygget for at forbinde Ket med Store Kas, som udmunder i Jenisej. Dette projekt gjorde Ket til en del af vandvejen mellem Ob og Jenisej. Imidlertid var kanalen lang og lavvandet, og var isdækket det meste af året. Kanalen formåede ikke at konkurrere med den transsibiriske jernbane og blev opgivet omkring 1921.
56°47′09″N 92°29′24″Ø / 56.785769°N 92.49004°Ø